# Rolf Steffenburg
Rolf Steffenburg (* 14. März 1886 in Gävle; † 18. März 1982 in Stockholm) war ein schwedischer Segler und Banker.

30-m²-Klasse

## Erfolge
Rolf Steffenburg, der für den Kullaviks kanot och kappsegling klubb (Kullaviks  KKK) segelte, wurde 1920 in Antwerpen bei den Olympischen Spielen in der 30-m²-Klasse Olympiasieger. Er war neben Gösta Bengtsson Crewmitglied der Kullan, die als einziges Boot seiner Klasse teilnahm. Steffenburg, Bengtsson und Skipper Gösta Lundquist genügte in drei Wettfahrten jeweils das Erreichen des Ziels zum Gewinn der Goldmedaille.
Rolf Steffenburg schloss sein Studium an der Universität von Karlstad 1906 mit dem akademischen Grad Diplom ab. Danach arbeitete er bei verschiedenen Banken in Göteborg und Stockholm. Im Jahr 1943 wurde Steffenburg zum Direktor der Svenska Handelsbanken berufen. Er war auch ein exzellenter Kanu-Segler.